# Monastère de Bouvines
Le monastère de Bouvines est une demeure du XIXe siècle, mise à la disposition de religieuses dominicaines en 1945, puis à partir de 2003 à la Communauté du Chemin Neuf. Il se trouve à Bouvines dans le Nord.

## Historique
Construite en 1868, la bâtisse est initialement la demeure de la famille de Félix Dehau (1846-1934), maire de Bouvines. Il a dix enfants dont deux entrent dans les ordres : l'aîné, Pierre Dehau (1870-1956) devient dominicain et l'une de ses filles Claire Dehau (1872-1932) devient fille de la Charité. Sur ses cinquante-trois petits-enfants, quatorze deviennent également religieux. C'est notamment ici que les futurs pères dominicains Thomas Philippe (1905-1993), cofondateur de l'Arche, et Marie-Dominique Philippe (1912-2006), fondateur de la Communauté Saint-Jean, ont passé de fréquents et longs moments avec leurs frères, sœurs et cousins chez leurs grands-parents, notamment pendant la Première Guerre mondiale.

### Monastère du Cœur Immaculée de Marie
Pendant la Seconde Guerre mondiale, la maison est réquisitionnée par les Allemands et Louise Dehau (1881-1948), l'une des filles de Félix, est chassée dans la maison du jardinier. Elle fait alors le vœu que si Dieu préserve la population bouvinoise des massacres, elle mettra la bâtisse au service de communautés religieuses. La Fondation Félix Dehau, constituée par des descendants de ce dernier, la met ainsi à la disposition des sœurs dominicaines en 1945,. De 1957 à 1959, Joseph Philippe, neveu de Louise Dehau, dirige le chantier de la chapelle du monastère.

### Maison d'accueil de la communauté du Chemin Neuf

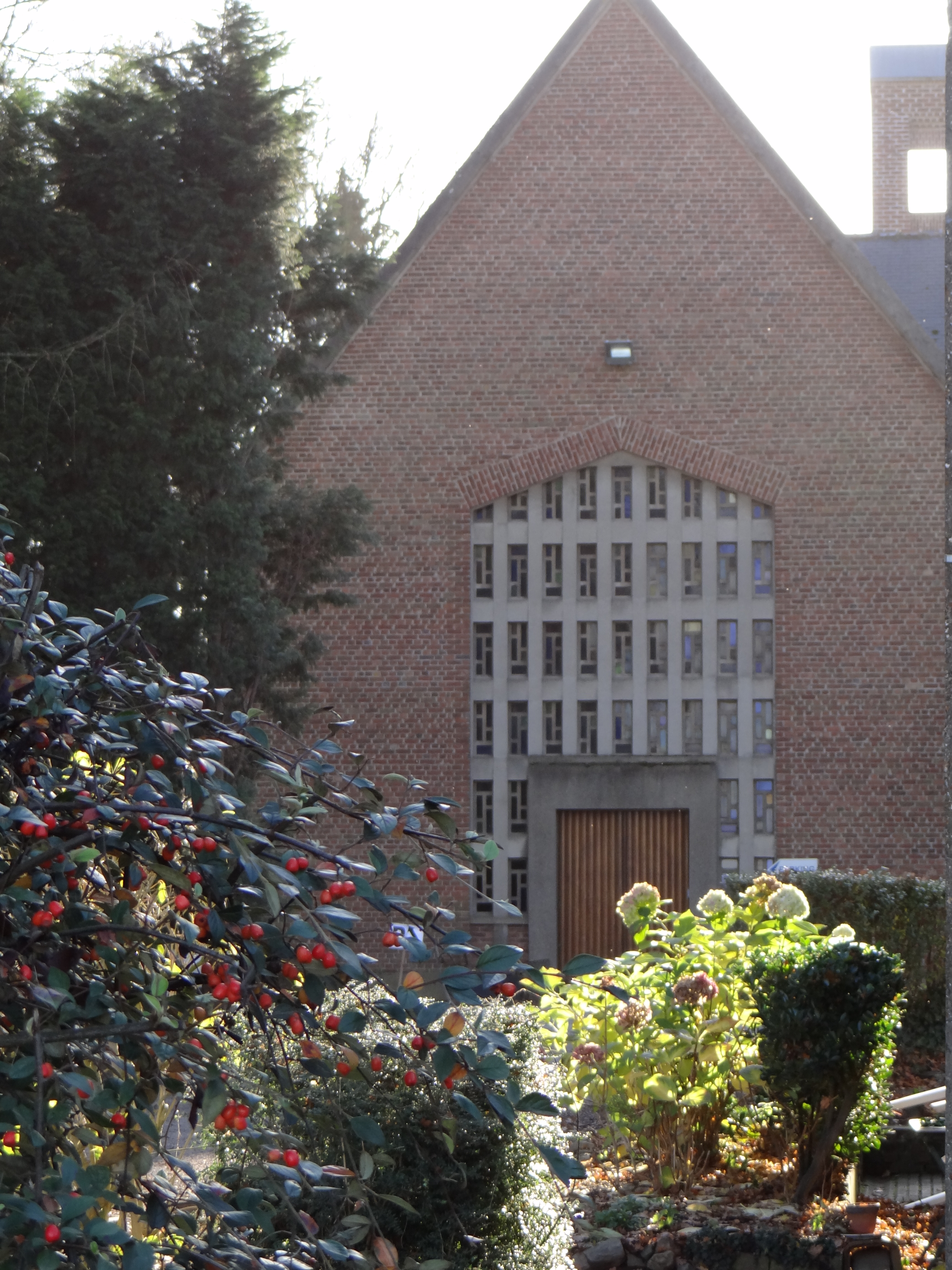
Monastère recontruit.

En 2003, à la suite du départ des dominicaines, Gérard Defois, archevêque de Lille, avec l'accord de la Fondation Félix Dehau, fait appel à la Communauté du Chemin Neuf afin d'en faire une maison d'accueil.
Le 6 janvier 2005, le monastère est ravagé par un incendie. Un tableau de Jacob van Oost le Jeune intitulé Visitation (1687) est cependant sauvé puis vendu en 2006 à un Chinois. En janvier 2016, Corinne Protais, ancienne responsable de la communauté dans le Nord, estime que cet incendie a été « un bienfait ». Grâce aux assurances, le monastère est mis aux normes et les étages, autrefois inhabitables, sont restaurés. Disposant d'une capacité de 70 personnes, le monastère héberge, en 2016, trois couples consacrés dont deux avec des enfants, trois religieuses et un père blanc. Il accueille également des fidèles pour des retraites spirituelles.